# Anders Cleve
Anders Zachris Cleve, född 25 juli 1937 i Helsingfors, Finland, död där 26 mars 1985, var en finlandssvensk författare. Han debuterade som lyriker med Dagen (1955).
Cleves verk ger ofta initierade miljöskildringar och vittnar om optimism, vitalitet och språklig självständighet hos författaren. 
Cleves mest kända verk är novellsamlingen Gatstenar (1959) där han skildrar arbetarliv i huvudstaden Helsingfors.
Andra kända verk är samtidstrilogin Vit eld (1962), Påskägget (1966) och Labyrint (1971).
Anders Cleve var brorson till arkeologen Nils Cleve.